# يوراس
يوراس، (بالإنجليزية: Uras)‏، هي بلدية في مقاطعة أوريستانو، في إقليم سردينيا الإيطالي، وتقع على بعد حوالي 60 كم (37 ميل) شمال غرب كالياري، وحوالي 25 كم (16 ميل) جنوب شرق أوريستانو. في 31 ديسمبر 2004، كان عدد سكانها 3,077 ومساحة 39.4 كيلومتر مربع (15.2 ميل مربع). 

## السكان
في سنة 1861 بلغ عدد السكان 2٬170 نسمة، وتطور العدد ليصل في سنة 2011 لـ 2٬960 نسمة.
يظهر هذا المخطط البياني تطور النمو السكاني لـ يوراس